# Suicide Club (manga)
Suicide Club (自殺サークル?, Jisatsu Sākuru) è un manga autoconclusivo del 2002, ideato e disegnato da Usamaru Furuya. È liberamente ispirato all'omonimo film di Sion Sono.

## Trama

### Prologo
31 maggio, 2001. Nella confusione della stazione di Shinjuku, 54 studentesse si lanciano all'unisono sui binari della metropolitana; ma una di loro sopravvive.

### #1. Saya
La sopravvissuta si chiama Saya, ed essere scampata dalla morte sembra intristirla. In particolare invoca Mitsuko, una delle partecipanti al suicidio di massa. Già da tempo la sua situazione preoccupava Kyoko, sua grande amica d'infanzia. Due anni prima il padre di Saya ebbe un esaurimento nervoso; l'evento sconvolse la giovane. Nello stesso periodo l'amicizia con Kyoko andava esaurendosi, e questa fu la goccia che fece traboccare il vaso. Saya finì in un tunnel autodistruttivo che comprendeva autolesionismo e prostituzione.

### #2. Voci di corridoio
A scuola e su internet iniziano a circolare foto osé di Saya, e il suo professore di letteratura sembra interessarsene. Il rapporto con Kyoko va sempre peggio, nonostante i tentativi di quest'ultima di riappacificarsi.

### #3. Mitsuko
Il cadavere di una studentessa viene ritrovato dalla polizia; sembra trattarsi di suicidio. La ragazza è la stessa che poco tempo prima contribuì alla diffusione delle foto, per inimicizia nei confronti di Saya. Le compagne iniziano ad interessarsi a Saya, e alcune sembrano perfino idolatrarla. Nel tentativo di risalire alle motivazioni che causarono il comportamento dell'amica, Kyoko ricorda quando, due anni prima, Saya conobbe Mitsuko ed entrò a far parte del suo club. Il circolo riuniva ragazze dell'istituto con una caratteristica comune: l'odio per la propria esistenza. Mitsuko era a capo del club e ne decideva le attività, quali la riflessione sulla morte e l'autolesionismo di gruppo. Saya trovò un'àncora di salvezza in Mitsuko, e si allontanò definitivamente dall'amica che, secondo il suo parere, la aveva tradita.

### #4. haikyo.com
Sono passati due mesi dalla tragedia e un nuovo club ha preso vita, con Saya al suo vertice. Il professor Takeuchi invita Kyoko a casa sua per metterla al corrente delle sue informazioni riguardo a quel che sta accadendo. L'uomo ha scoperto Haikyo.com, un imponente sito di discussioni sul quale circolano sempre più foto di Saya e commenti che la riguardano. Saya è per molti giovani giapponesi diventata una leggenda. Takeuchi fa luce anche sulla figura di Mitsuko: la ragazza aveva un passato molto simile a quello di Saya, fatto di solitudine e disperazione, e anch'ella sopravvisse a un suicidio di gruppo di minore portata. Il gruppo ora formato da Saya supera in numero quello di Mitsuko, e il pericolo di una tragedia è sempre più vicino.

### #5. Crollo
Saya vede alcune foto scattate da una sua seguace la sera prima: esse ritraggono Kyoko uscire dall'abitazione di Takeuchi. Il professore infastidisce notevolmente la nuova leader, e appena 6 giorni dopo viene rinvenuto il suo cadavere in fondo ad un fiume. Kyoko sospetta sia colpa dell'amica e tenta di affrontarla faccia a faccia, ma Saya dà alle sue compagne l'ordine di narcotizzarla.

### #6. Nascita
21 settembre 2001. Kyoko si risveglia sul cornicione della scuola, mano nella mano con Saya. In fila, tutte le componenti del gruppo sono pronte a gettarsi. Kyoko prega di lasciar perdere, ma nessuna di loro ha alcun ripensamento; le ragazze si lanciano, Saya e Kyoko con loro. Il tragitto dà la possibilità alle due amiche di rievocare i migliori momenti della loro infanzia, prima di disfarsi al suolo. Saya muore con il sorriso sulle labbra. Kyoko, però, è caduta su un fitto cespuglio; si rialza, e piange invocando il nome della sua amica. L'opera si conclude con queste parole: "Mitsuko è nata. Ma pare che non se ne sia ancora resa conto. Chissà cosa ci riserverà, questa nuova ragazza?".

## Personaggi

### Principali
- Saya Kohta: frequenta la scuola superiore Seika, a Tokyo. È una ragazza di bell'aspetto, ma poco socievole ed emotivamente fragile. Da piccola era allegra e vivace, come qualunque bambina. A segnarla irrimediabilmente furono i problemi di salute del padre.
- Kyoko: frequenta il medesimo istituto di Saya. Durante l'infanzia fu la migliore amica di Saya. È una ragazza matura e dal carattere forte, e anche per questo è protettiva nei confronti dell'amica. L'arrivo dell'adolescenza le fece scoprire nuove compagnie, soprattutto del sesso opposto. Nonostante lei nutra per lei un profondo affetto, finì per distaccarsi da Saya, cosa di cui si pente quando la ragazza mostra i primi segni di squilibrio.

### Secondari
- Sig. Takeuchi: insegna letteratura nella classe di Saya e Kyoko. Il suo aspetto tradisce il suo animo, e viene spesso scambiato per un maniaco. Svolge un ruolo chiave nell'indagine condotta da Saya, facendo luce sui lati più oscuri del club dei suicidî e di Mitsuko; fu insegnante di quest'ultima. Muore per mano delle seguaci di Saya.
- Mitsuko: frequenta l'istituto di Saya e Kyoko. Nata Ryoko Suzuki, iniziò a farsi chiamare Mitsuko quando arrivò a capo del club. Da piccola era scorbutica, anche nei confronti degl'insegnanti, con tendenze alla misantropia e all'estraniamento.
- Satomi Tukoda: studentessa, frequenta anch'ella il liceo Seika. Aggredisce Saya e ne affigge foto imbarazzanti in tutta la scuola dopo aver scoperto che ha avuto rapporti con il suo fidanzato. Viene uccisa per ordine di Saya.
- Sig. Kuroda: è il poliziotto che indaga sulla catena di suicidî. Viene informato preventivamente del suicidio di massa organizzato da Saya, ma non riesce a impedirlo.
- Koumori: è una studentessa del liceo Seika e seguace di Saya. Sono sue le foto scattate a Kyoko e Takeuchi. Nel quinto capitolo mostra alla polizia le foto che ritraggono tutti gli omicidî commessi dal club con la speranza di far morire le compagne e diventare la nuova Mitsuko, ma viene uccisa dalle stesse.

## Curiosità
- Fu lo stesso Sion Sono a contattare Usamaru Furuya perché traesse un manga da Suicide Club; gli chiese però di formulare un diverso svolgimento sulla base della celebre scena del suicidio di massa, dimodoché l'opera risultasse "più in stile Furuya".